# Pal·lene
|  | Per a altres significats, vegeu «Pal·lene (desambiguació)». |

Pal·lene (grec antic: Παλλήνη, llatí: Pallene), actualment anomenada Kassandra (Χερσόνησος Κασσάνδρας, 'península de Cassandra') en referència a Cassandrea, és la més occidental de les tres penínsules de la Calcídica. Actualment conforma un sol municipi, amb capital a Cassandria, i està separada de la Calcídica pel canal artificial de Potidea.

## Història
Segons Heròdot, antigament s'havia anomenat Flegra, i es deia que la gigantomàquia havia tengut lloc allà. En època clàssica, a Pal·lene hi havia diverses ciutats, moltes de les quals eren colònies d'Erètria: Terambos, Ege, Escione, Mende, Neàpolis (colònia de Mende), Afitis, Sane i Potidea, colònia de Corint i situada a l'istme. El 356 aC, Filip II de Macedònia va conquerir la ciutat, la va destruir i la va cedir als olintis; més tard, el 316 aC Cassandre la va reconstruir i la va reanomenar Cassandrea. Probablement va ser llavors que es va construir el canal de Potidea, ja esmentat per Estrabó (segle i aC). Cassandrea va esdevenir la ciutat més important de la península, i en època romana va esdevenir una colònia. Posteriorment, va ser la seu d'un bisbat, i va ser destruïda pels huns el 539 dC.
L'hivern de 1307 a 1308, tota la península va ser saquejada per la Gran Companyia Catalana en el seu camí de Tràcia cap al sud de Grècia.
Hi ha notícies del funcionament del canal a l'edat mitjana, i el 1821, durant la guerra d'independència de Grècia, el canal fou reexcavat. Durant la guerra, els habitants aconseguiren retenir els turcs en el seu avanç cap al sud i, com a represàlia, els turcs varen cremar la península sencera; els refugiats es traslladaren a les Espòrades i Eubea, i Pal·lene va romandre deshabitada durant més de trenta anys.
El 1930 es va tornar a excavar el canal, modificant el seu traçat. Fins al 1970, quan es construí el pont de la carretera, a Pal·lene només s'hi podia accedir amb ferri.